# Coubon
Coubon är en kommun i departementet Haute-Loire i regionen Auvergne-Rhône-Alpes i centrala Frankrike. Kommunen ligger i kantonen Le Puy-en-Velay-Sud-Est som tillhör arrondissementet Le Puy-en-Velay. År 2022 hade Coubon 3 137 invånare.

## Befolkningsutveckling
Antalet invånare i kommunen Coubon
| Referens: INSEE |